# فرانسیس، دوک گیز
فرانسیس، دوک گیز (فرانسوی: François de Lorraine, duc de Guise‎ یا فرنسیس دوک لورن؛ ۱۷ فوریه ۱۵۱۹ – ۲۴ فوریه ۱۵۶۳) سیاست‌مدار، و پرسنل نظامی اهل فرانسه و پیرو آیین کاتولیک بود. خواهرش ماری همسر جیمز پنجم، پادشاه اسکاتلند و ملکه اسکاتلند بود. وی زاده بار-لو-دوک بود.